# La balsa de piedra
La balsa de piedra (Portugees: A Jangada de Pedra) is een Spaans-Portugees-Nederlandse dramafilm uit 2002 onder regie van George Sluizer. Het scenario is gebaseerd op de roman Het stenen vlot (1986) van de Portugese auteur José Saramago.

## Verhaal
Er ontstaat een geologische breuklijn ter hoogte van Pyreneeën, waardoor het Iberisch Schiereiland wegdrijft van de rest van Europa. Drie mannen, twee vrouwen en een hond ondernemen een reis door Spanje en Portugal.

## Rolverdeling
| Acteur           | Personage           |
| ---------------- | ------------------- |
| Federico Luppi   | Pedro               |
| Icíar Bollaín    | Maria               |
| Gabino Diego     | José                |
| Ana Padrão       | Joana               |
| Diogo Infante    | Joaquim             |
| Antonia San Juan | Minister Enriquez   |
| Rebeca Tébar     | Dorpsmeisje         |
| Simon Chandler   | Britse premier      |
| Marques D'Arede  | Portugese president |
| Manuel Galiana   | Spaanse premier     |